# Paloma Fernández-Quintanilla
Paloma Fernández-Quintanilla Ullrich Dotti (Madrid, 28 de enero de 1952-24 de noviembre de 2023) fue una historiadora, profesora, escritora, investigadora  y feminista española, que destacó por su labor investigadora sobre mujeres en la historia.

## Biografía
Nació en Madrid el 28 de enero de 1952. Su padre, Joaquín Fernández-Quintanilla Pérez-Valdés, era médico, aunque su vida profesional la desarrolló en el campo de la aviación, primero como piloto y posteriormente como consejero en la Compañía Iberia, profesión que compaginó con la de escritor. Su madre, Ana María Ullrich Dotti (de origen alemán de la zona de Baviera) supo inculcar y transmitir a su familia el interés por la lectura y la escritura. Fernández-Quintanilla está  divorciada y es madre de un hijo, David Matarranz Fernández-Quintanilla y de una hija, Ana Valentina Fernández-Quintanilla.  
En su familia se conoció el exilio y estuvo presente por su tío, el pintor Luis Quintanilla, plasmándose en el libro, escrito por su padre Al final de la cabriola. Conversaciones con el pintor Luis Quintanilla.
Fernández-Quintanilla se licenció en Historia Moderna y Contemporánea en la Universidad Complutense de Madrid y obtuvo el doctorado por la Facultad de Historia y Geografía en esta Universidad con la investigación sobre La IX Duquesa de Osuna, una ilustrada en la Corte de Carlos III.
Su vida profesional la desarrolló entre la docencia y la investigación. En 1981 trabajó como lectora en la Cátedra de Español en la Universidad de Leeds, Inglaterra. En España ha sido profesora del colegio Santa María del Camino y del colegio Nuevo Equipo, en Madrid, siendo en ambos colegios jefa de estudios y directora.

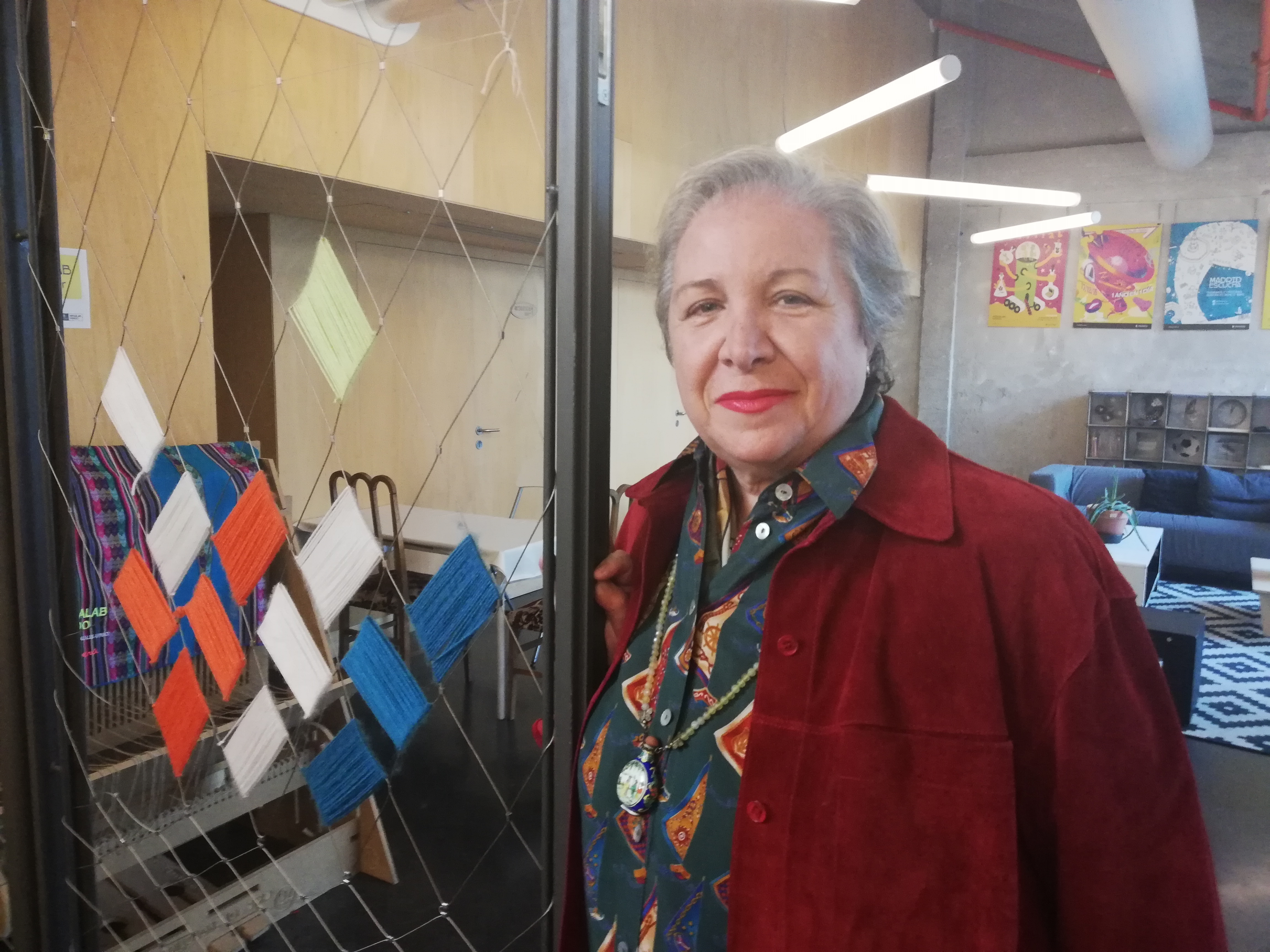
Paloma Fernández-Quintanilla en Medialab-Prado

## Trayectoria
Fernández-Quintanilla, durante su etapa universitaria en pleno franquismo, inició su despertar político y participó en la lucha por la consecución de las libertades y la democracia en España, siendo militante del Partido Comunista. Participó en la Fundación de la AUPEM (Asociación Universitaria para el Estudio de los Problemas de la Mujer) con un grupo de universitarias; esta organización fue un grupo feminista universitario anterior a la Transición.
Tras la muerte de Franco centró su militancia fundamentalmente en el campo del feminismo y la lucha por los derechos de la mujer. En mayo de 1976 participó en la presentación a los medios informativos del Movimiento Democrático de Mujeres-Movimiento de Liberación de la Mujer, junto a Merche Comabella, María Teresa Gómez, Rosa Pardo, Carmen Méndez Buschell, Dulcinea Bellido y Mary Luz Boyero.
Como investigadora estudia a la mujer con un prisma diferente, viéndola como sujeto con personalidad propia dentro de la sociedad. Sus investigaciones sobre la mujer han sido fuente bibliográfica de estudios, libros y tesis doctorales de diferentes universidades españolas.

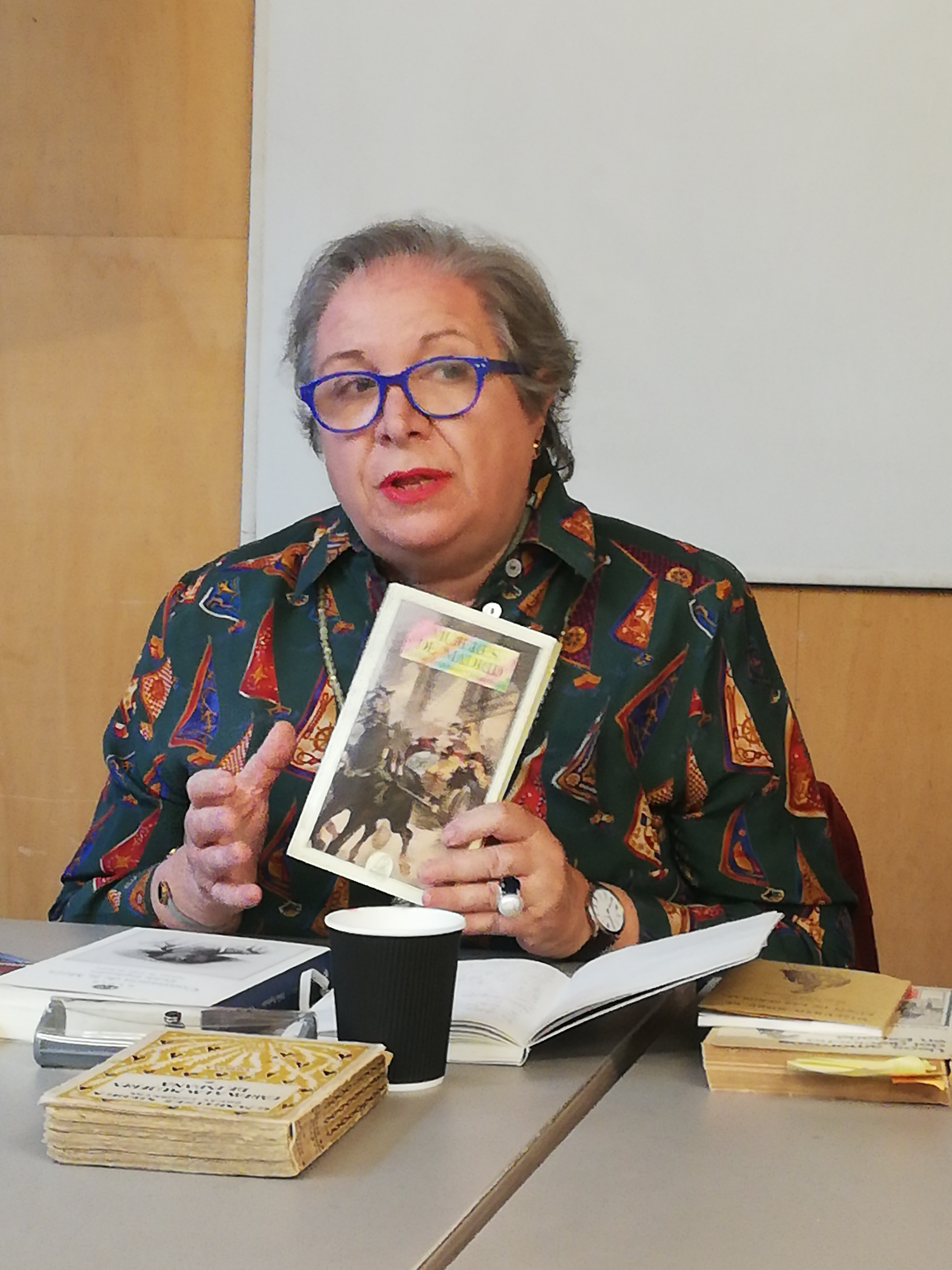
Paloma Fernández-Quintanilla en marzo de 2019, durante un conversatorio en Medialab-Prado sobre Mujeres de Madrid, invitada por el grupo Cuarto Propio en Wikipedia.

Como escritora todas sus publicaciones han sido dedicadas a las mujeres, especialmente a las mujeres en España, así ha escrito sobre las mujeres de Madrid, las mujeres en la Ilustración, y sobre asociaciones como la Junta de Damas de Honor y Mérito, la Real Sociedad Económica Matritense de Amigos del País, creada el 5 de octubre de 1787 por María Josefa Alfonso Pimentel Téllez-Girón, condesa-duquesa de Benavente, a instancias de Carlos III, que fue la primera asociación femenina de la historia de España. Entre las figuras del siglo XX ha escrito, entre otras, sobre María Zambrano, María Blanchard, y destacadas mujeres de la II República Española.
Sobre su libro La IX Duquesa de Osuna, una ilustrada en la Corte de Carlos III, en la Feria del Libro de Madrid 2018, Manuela Carmena dijo: «entre los últimos libros que he leído me ha gustado especialmente La novena duquesa de Osuna, de Paloma Fernández Quintanilla».
Como mujer y como historiadora se ha encontrado con la invisibilidad de las mujeres, Fernández-Quintanilla dice que la sociedad española ignora todas las aportaciones que han hecho las mujeres del pasado al arte, a la ciencia, al deporte, a la política y a la cultura. «Solo hay que revisar los libros de texto de Educación Secundaria y Bachillerato, para comprobar que apenas se mencionan nombres femeninos».
Ha colaborado, impartido y participado en conferencias, mesas redondas y presentaciones de libros.
Comprometida con el feminismo, Fernández-Quintanilla firmó junto con otras mujeres trabajadoras de los diferentes medios de comunicación, el manifiesto de apoyo a la huelga general feminista convocada para el 8 de marzo de 2018, reivindicando que el feminismo también es necesario para mejorar el periodismo.

## Premios y reconocimientos
Ha sido reconocida con el Premio Nacional de investigación María Espinosa, en 1979, por sus investigaciones sobre la historia de las mujeres, y con una beca de Investigación en la Fundación Juan March. En el 2020 fue reconocida por su trabajo sobre el infante don Luis de Borbón y Farnesio, titulado «Mano de hierro en guante de seda: la administración del infante don Luis de Borbón y Farnesio en el Señorío de Chinchón» con el 2.º Premio de la XVI  edición del Concurso de Investigación y Memorias sobre Chinchón y su Comarca.

## Escritora

### Libros
- La IX Duquesa de Osuna, una ilustrada en la Corte de Carlos III. Editorial Doce Calles, 2017[19]
- Mujeres de Madrid. Editorial Avapiés, 1984.[20]
- La mujer ilustrada en la España del siglo XVIII. Editorial Ministerio de Cultura, 1980[21]
- Españolas en la transición. De excluidas a protagonistas (1973-1982). Coautora junto con, Eva Navarrete, Raquel Heredia, Valentina Fernández Vargas, Asociación Mujeres en la Transición Democrática, Mary Salas, Merche Comabella, Mabel Pérez-Serrano, María Patrocinio Las Heras, Isabel Blas, María Luisa Jordana, Carmen Bozzano, Elena Arnedo, Cecilia Raposo, Begoña San José, Ana María Pérez del Campo, Suzel Bannel, Concha Llaguno, Rosa María Capel, Lina Vallés, Elena Cánovas, Magdalena Manresa, Mar Pérez-Serrano, Isabel Gutiérrez, Paloma Saavedra, María del Mar Vanaclocha, Inmaculada Simón, Concha Borreguero, Fernanda Monasterio.[22]

### Prensa
- Tiempo de Historia: Los salones de las madrileñas en las «damas ilustradas» del siglo XVIII.[23]
- Goya, revista de arte.[24]
- Historia 16 (1980): «La Junta de Damas de Honor y Mérito», en Historia 16, n.º 54, octubre.[25]
- Cambio 16. Doña María Isidra Quintina de Guzmán y de la Cerda.[26]
- ABC Cultura. Haciendo la crítica de libros.[27]

## Conferencias, ponencias y mesas redondas
- El movimiento de mujeres en la transición política española. Madrid[28]
- EL MOVIMIENTO DE MUJERES EN LA TRANSICIÓN POLÍTICA ESPAÑOLA. La pluralidad del movimiento feminista en la transición.[29][30]

- Madrid, de Corte a Capital.  Facultad de Educación de la Universidad Complutense de Madrid, Aula Magna (22 de noviembre de 2016).[31][32]
- Ciclo de conferencias Aprender a leer en femenino. Ponencia: "Ilustradas y traductoras: el difícil acceso de la española a la lectura en el siglo XVIII"  Casa del Lector, en el Matadero de Madrid.[33]
- Mujeres trabajadoras de Madrid: historia y actualidad.[34]
- Conoce a la Duquesa de Osuna.[35]
- Ciclo Feminista El Sol: Mujeres de la República.[36]
- MESA REDONDA. AYER Y HOY DE LAS MUJERES TRABAJADORAS DE MADRID.[37]
- Ateneo de Madrid. Presentación Clara Campoamor.[38]
- La figura de María Josefa Alfonso Pimentel Téllez Girón, duquesa-condesa de Benavente, figura feminista e ilustrada en pleno S. XVIII.[39]